# Темс Сентер (Онтарио)
Темс Сентер (енгл. Thames Centre) је општина у Канади у покрајини Онтарио. Према резултатима пописа 2011. у општини је живело 13.000 становника.

## Становништво
Према резултатима пописа становништва из 2011. у граду је живело 13.000 становника, што је за 0,6% мање у односу на попис из 2006. када је регистровано 13.085 житеља.
| 2006.  | 2011.  |
| ------ | ------ |
| 13.085 | 13.000 |